# 6742 Biandepei
6742 Biandepei (1994 GR) là một tiểu hành tinh vành đai chính được phát hiện ngày 8 tháng 4 năm 1994 bởi K. Endate và K. Watanabe ở Kitami.